# Дунбей
Дунбей або Північно-Східний Китай (спрощ.: 东北; кит. трад.: 東北) — район КНР, що включає до свого складу східну частину Внутрішньої Монголії (міські округи Тунляо, Чифен, Хулунбуїр та аймак Хінган), провінцію Хейлунцзян, провінцію Ляонін і провінцію Цзілінь. Загальна площа регіону становить 1 243 571 км². Регіон історично входив до складу Маньчжурії. 

## Географія
На півночі та сході територія межує з Росією, на південному сході — з КНДР. Південна частина має вихід до Жовтого моря.

### Клімат
| Карта                                             | Тип клімату                            |
| ------------------------------------------------- | -------------------------------------- |
|                                                   | — напівпустельний помірного поясу, Bsk |
| — субарктичний, Dwc                               |                                        |
| — вологий континентальний з теплим літом, Dwb     |                                        |
| — вологий континентальний зі спекотним літом, Dwa |                                        |

## Населення
Чисельність населення — понад 121 млн осіб. У Північно-Східному Китаї проживає основна частина північнокорейських біженців.